# باتريسيو ألفاريز
باتريسيو ألفاريز (بالإسبانية: Patricio Álvarez)‏ (24 يناير 1994 بليما في بيرو - ) هو لاعب كرة قدم بيروفي في مركز حراسة المرمى. لعب مع نادي ميلغار أريكيبا.

## وصلات خارجية
- باتريسيو ألفاريز على موقع قاعدة بيانات كرة القدم.إي يو (الإنجليزية)
- باتريسيو ألفاريز على موقع Soccerway.com (الإنجليزية)